# Ҡ

Kyrillischer Groß- und Kleinbuchstabe des baschkirischen K

Das Ҡ (Kleinbuchstabe ҡ; auch baschkirisches K genannt) ist ein Buchstabe des kyrillischen Alphabets, der sich vom К ableitet. Verwendet wird das Ҡ nur in der baschkirischen Sprache, wo es für den stimmlosen uvularen Plosiv [q] steht und in deren Alphabet es der 15. Buchstabe ist.

## Transliteration und Transkription
- im lateinischen Alphabet dargestellt als k oder q
- im baschkirischen arabischen Alphabet dargestellt als ق
- in anderen Sprachen, die das kyrillische Alphabet benutzen, wird der Buchstabe entweder als Қ oder Ҟ oder in slawischen Sprachen als К dargestellt.

## Zeichenkodierung
| Standard  | Standard    | Majuskel Ҡ                         | Minuskel ҡ                       |
| --------- | ----------- | ---------------------------------- | -------------------------------- |
| Unicode   | Codepoint   | U+04A0                             | U+04A1                           |
| Unicode   | Name        | CYRILLIC CAPITAL LETTER BASHKIR KA | CYRILLIC SMALL LETTER BASHKIR KA |
| UTF-8     | UTF-8       | D2 A0                              | D2 A1                            |
| XML/XHTML | dezimal     | &#1184;                            | &#1185;                          |
| XML/XHTML | hexadezimal | &#x04A0;                           | &#x04A1;                         |